# Matopo heterochroa
Matopo heterochroa là một loài bướm đêm trong họ Noctuidae.